# Молодь (видавництво)
«Молодь» — українське видавництво дитячої та юнацької літератури.

## Історія
- У 1923 в Харкові на базі сектора преси ЦК КСМ України засноване видавництво «Молодий робітник»[1]. У 1929 видавництво «Молодий робітник» реорганізовано в «Молодий більшовик». З 1935 по 1941 видавництво «Молодий більшовик» діяло в Києві. У 1941—1945, під час війни тимчасово припинило свою діяльність.
- У 1945, на базі Дитвидаву та видавництва «Молодий більшовик» було організоване державне видавництво дитячої та юнацької літератури «Молодь». Розташовувалося в Києві по вулиці Пушкінській, № 28[2].
- В 1964 видавництво було підпорядковане Державному комітету Ради міністрів УРСР по пресі.
- З 1973 року повна назва: Ордена «Знак Пошани» видавництво ЦК ЛКСМУ «Молодь», розташоване в Києві по вул. Дегтярівська, 38-44.
- З 1984 до 1994 директором видавництва був відомий письменник Анатолій Іванович Давидов.[3].З 1991 — Видавництво Спілки молодіжних організацій України «Молодь».

Нині видавництво «Молодь» також розташоване в Києві по вул. Дегтярівська, 38-44, к. 505, т.: (04119) 211-02-18, (04119) 213-
11-92, Директор Полонська О. І.